# 1984 dans la culture populaire
 (juin 2020).
Si vous disposez d'ouvrages ou d'articles de référence ou si vous connaissez des sites web de qualité traitant du thème abordé ici, merci de compléter l'article en donnant les références utiles à sa vérifiabilité et en les liant à la section « Notes et références ».
Le roman contre-utopique de George Orwell 1984 a été adapté deux fois au cinéma (une troisième version est en cours de réalisation), au moins deux fois à la radio et au moins une fois à la télévision.
Les références aux thèmes abordés dans le roman sont fréquentes dans d'autres œuvres, en particulier la musique populaire et les jeux vidéo.
Ci-dessous une liste non exhaustive des adaptations et des références à ce roman d'Orwell.

## Adaptations au cinéma
- La première adaptation a été réalisée en 1956 par Michael Anderson.
- La seconde adaptation qui date de 1984 est britannique (Michael Radford). Elle est assez fidèle au roman et a été bien accueillie par la critique. La musique du film a été jouée par le groupe Eurythmics et un disque extrait de la bande son Sexcrime (1984) a connu le succès dans plusieurs pays. Ce film est aussi le dernier film de Richard Burton. Le film est remarquable pour ses couleurs adoucies qui ont résulté d'une technique de traitement de la pellicule spécialement conçue pour le film.
- Un projet de troisième adaptation, nommé 2084, écrit par Mattson Tomlin, mené par Paramount Pictures et produit par Lorenzo di Bonaventura[1],[2]

## Adaptation en bande dessinée

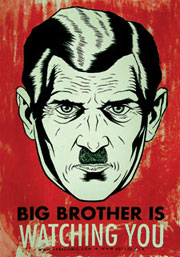
Big Brother par Frederic Guimont

En 2007, l'artiste canadien Frederic Guimont a publié une bande dessinée en ligne non officielle incomplète.
En 2021, l'œuvre de George Orwell tombe dans le domaine public,, ce qui facilite plusieurs adaptations, :
- 1984, adaptation par Jean-Christophe Derrien (scénario) et Rémi Torregrossa (dessin et couleurs), Soleil  (ISBN 9782302080355) [8],[9]

- 1984, adaptation et dessin par Fido Nesti, reprenant la traduction de Josée Kamoun, Grasset  (ISBN 978-2-246-82576-0)[8]

- 1984, adaptation et dessin par Xavier Coste, Sarbacane (ISBN 9782377315116) [10],[11],[12]

- 1984, adaptation par Sybille Titeux de la Croix (scénario) et Amazing Améziane (dessins), Editions du Rocher (ISBN 9782268104690)[8],[13]

- 1984, adaptation et illustration par Frédéric Pontarolo, aux éditions Michel Lafon (2021)[14]

## Prix Big Brother
Tous les ans, les membres nationaux et les organismes affiliés à Privacy International attribuent le "prix Big Brother" à des organismes gouvernementaux ou du secteur privé qui ont le plus menacé l'intimité personnelle dans leurs pays. Depuis 1998, plus de 40 cérémonies ont été tenues dans 16 pays.